# Megachile fervida
Megachile fervida är en biart som beskrevs av Smith 1853. Megachile fervida ingår i släktet tapetserarbin, och familjen buksamlarbin. Inga underarter finns listade i Catalogue of Life.